# Nesokaha boninensis
Nesokaha boninensis är en insektsart som beskrevs av Matsumura 1914. Nesokaha boninensis ingår i släktet Nesokaha och familjen Derbidae. Inga underarter finns listade i Catalogue of Life.